# Collescipoli
Collescipoli est un hameau situé au sud de la ville de Terni. 
Le village, habité par environ 1 090 personnes, est situé à 238 mètres au sommet d'une colline basse située à quelques kilomètres de Terni.